# كاتلين سافين
كاتلين سافين (بالرومانية: Cătălin Savin)‏ هو لاعب كرة قدم روماني في مركزي الوسط والدفاع، ولد في 8 نوفمبر 1990 في Odorheiu Secuiesc ‏ في رومانيا. لعب مع رابيد بوخارست وكونكورديا كياجنا.

## وصلات خارجية
- كاتلين سافين على موقع قاعدة بيانات كرة القدم.إي يو (الإنجليزية)
- كاتلين سافين على موقع Soccerway.com (الإنجليزية)